# Список фургонів
На цій сторінці перераховані фургони, які зараз виробляються (станом на 2013 рік), а також минулі моделі. Список включає У список входять мінівени, пасажирські та вантажні фургони, вони можуть бути більшими або меншими за пікапи і позашляховики , і більший за звичайний автомобіль але відносно менше, ніж a вантажний автомобіль  або а автобус, список фургонів пропонувався як розрізне шасі фургона де Автомобілі з вищою GVWR походять від шасі середньої вантажопідйомності (як в хетчбеки,  універсали & SUVs).
Примітка: багато транспортних засобів (як поточних, так і минулих) пов’язані з іншими транспортними засобами у списку. Автомобіль, зазначений як «попередня модель», може все ще перебувати у виробництві в оновленій формі під іншою назвою, він може бути вказаний під цією назвою в розділі «наразі у виробництві». Крім того, деякі транспортні засоби продаються під різними марками в різних географічних місцях, тому деякі транспортні засоби можуть бути перелічені кілька разів, але зазвичай посилаються на ту саму сторінку. Різні штати також можуть класифікувати транспортні засоби по-різному. Те, що можна вважати фургоном в одному штаті, не може вважатися фургоном в іншому. приклад; Dacia Lodgy на Філіппінах відомий як Nissan Lodgy.
Alfa Romeo
- †Alfa Romeo Romeo
- Alfa Romeo AR6

Avia
- †Avia A30

Commer
- †Commer FC

Citroën
- †Citroën Jumper
- †Citroën C35
- †Citroën Type H
- †Citroën C25
- †Citroën TUB
- †Citroën 2CV

Chevrolet
- †Chevrolet Van
- †Chevrolet Express
- †Chevrolet City Express
- Chevrolet Greenbrier

Dodge
- †Dodge Ram van
- Dodge A100
- Dodge Sprinter

DKW
- †DKW-Schnellaster
- †DKW F1000 L

Ford Motor Company
- †Ford Econoline
- Ford Transit
- Ford Aerostar
- Ford Windstar
- Ford Taunus Transit
- Ford Model T фургон
- Форд-А фургон
- Ford Model B (1932) фургон

FSC
- †FS Lublin
- Żuk

ГАЗ
- †ГАЗ Соболь
- ГАЗ ГАЗель

Hino
- †Hino Dutro
- Hino Briska

Hyundai
- †Hyundai Entourage
- †Hyundai Grace
- †Hyundai Lavita/Matrix
- Hyundai Starex
- †Hyundai Trajet XG
- †Hyundai H350

Isuzu
- †Isuzu Oasis
- †Isuzu Como
- †Isuzu Filly
- †Isuzu Elf

Iveco
- Iveco Daily

Jeep
- †Fleetvan FJ-3, FJ-6, FJ-9

Jowett
- †Jowett Bradford

Kia
- Kia Bongo
- Kia Carens/Rondo
- Kia Carnival/Sedona
- †Kia Carstar/Joice
- †Kia Pregio

LDV
- †LDV Pilot
- †LDV Convoy
- †LDV Cub
- †(returned in 2009 as the Maxus V80)LDV Maxus

Leyland
- †Leyland Sherpa

Lloyd
- †Lloyd LT 400, 600

Luxgen
- Luxgen M7

Mahindra
- Mahindra Xylo

Mazda
- †Mazda Bongo/Bongo Brawny
- †Mazda Bongo Friendee
- Mazda MPV

Mercedes-Benz
- †Mercedes-Benz L319
- †Mercedes-Benz T1
- Mercedes-Benz T2
- †Mercedes-Benz Vaneo
- Mercedes-Benz Vario
- Mercedes-Benz Vito
- Mercedes-Benz Sprinter
- Mercedes-Benz V-Клас

Mercury
- †Mercury Villager
- †Mercury Monterey

Mitsubishi
- †Mitsubishi Expo
- †Mitsubishi Minica
- †Mitsubishi Town Box
- Mitsubishi L300

Morris
- †Morris Cowley
- †Morris Minor
- †Morris J4

Nissan
- †Datsun Cablight
- †Datsun Litevan
- Nissan AD
- Nissan Atlas/Atlas Walkthrue/Atlas Loco/Atlas MAX
- Nissan Bluebird van
- Datsun/Nissan Cabstar
- Nissan Cedric van
- Prince Gloria van/Nissan Gloria van
- †Nissan Cherry van
- †Nissan Trade
- †Nissan Interstar
- †Nissan Kubistar
- Nissan NV200
- Nissan NV300
- Nissan NV350 Caravan
- Nissan NV400
- Nissan NV1500
- Nissan NV2500
- Nissan NV3500
- †Nissan Prairie
- Nissan Primastar
- Nissan Quest
- †Nissan S-Cargo
- Nissan Serena
- †Nissan Silkroad
- †Nissan Skyline van
- †Nissan Sunny van
- †Nissan Vanette
- Nissan Lodgy

Oldsmobile
- †Oldsmobile Silhouette

Opel/Vauxhall
- †Opel Astravan
- †Opel Bedford Blitz
- †Opel Blitz
- Opel Combo
- Opel Corsavan
- †Opel Kadett Combo
- †Opel Movano A/B
- Opel Movano C
- †Opel Sintra
- Opel Vivaro

Peugeot
- †Peugeot J7, J 9
- †Peugeot J5
- Peugeot Boxer
- Peugeot Expert
- Peugeot Partner

Plymouth
- †Plymouth Voyager

Proton
- Proton Exora
- †Proton Juara

Pyonghwa
- Pyongwha Ppeokkugi

Pontiac
- †Pontiac Montana
- †Pontiac Trans Sport

Ram Trucks
- Ram C/V
- Ram ProMaster

Renault
- †Renault Estafette
- †Renault 4 F4 and F6
- Renault Kangoo
- Renault Trafic
- Renault Master

Ризька автобусна фабрика
- †РАФ-251
- †РАФ-08
- †РАФ-10
- †РАФ-2203
- †РАФ-22031
- †РАФ-3311
- †РАФ-33111
- †РАФ-977

SAIC-GM-Wuling
- Wuling Rongguang
- Wuling Hongtu
- Wuling Xingwang
- †Liuzhou Wuling LZ 110
- Wuling Dragon
- Wuling City Breeze
- Wuling Windside
- Wuling Sunshine

Saturn
- †Saturn Relay

SEAT
- †SEAT Inca

SsangYong
- †Istana
- †Rodius/Stavic

Subaru
- †Subaru 360 Comercial/Van
- †Subaru Domingo
- †Subaru Leone van
- †Subaru Sambar

Suzuki
- Suzuki Alto
- †Suzuki Carry
- †Suzuki Supercarry
- Suzuki Every
- †Autozam Scrum
- †Bedford Rascal
- †Holden Scurry
- Maruti Versa
- Suzuki Ertiga

Tatra
- †Tatra 12
- †Tatra Beta

Tata Motors
- †Tata Magic
- †Tata Magic Iris
- †Tata Winger
- TATA SFC-407

Bajaj Tempo
- †Tempo Rapid
- †Tempo Wiking
- †Tempo Matador
- †Tempo Traveller

Toyota
- †Tyopet Coronaline/Corona van/Toyota Corona van
- †Toyopet/Toyota Crown van
- †Toyopet Masterline
- †Toyota Carina van
- †Toyota Corolla van
- Toyota Dyna
- Toyota Granvia
- Toyota Hiace
- Toyota Regius Ace
- †Toyota Liteace
- †Toyota Mark II van
- Toyota Noah/Voxy
- †Toyota MasterAce
- Toyota ProAce
- Toyota Previa
- Toyota Probox
- †Toyota Publica van
- †Toyota Quick Delivery/Urban Supporter
- Toyota Sienna
- Toyota Succeed
- Toyota ToyoAce
- †Toyota TownAce
- Toyota Coaster

Ульяновськ Автомобілі Плант
- УАЗ-452
- УАЗ Сімба

Vauxhall and Bedford
- †Bedford Beagle
- †Bedford CA
- †Bedford CF
- †Bedford Chevanne
- Vauxhall Combo see Opel
- Vauxhall Corsavan
- †Vauxhall Astravan
- †Vauxhall Rascal
- Vauxhall Vivaro
- †Vauxhall Movano 1/2
- Vauxhall Movano 3

Volkswagen Commercial Vehicles
- Volkswagen Caddy
- Volkswagen Routan
- †Volkswagen Transporter
- Volkswagen California
- Volkswagen LT
- Volkswagen Crafter